# Gorski kotar
Gorski kotar je sastavni dio Primorsko-goranske županije, šumsko-brdsko područje kroz koje se prolazi putujući između Zagreba i Rijeke. Središte te hrvatske pokrajine je grad Delnice, a neka od poznatih mjesta su Mrkopalj, Čabar, Fužine, Lokve, Ravna Gora, Skrad, Vrbovsko i Brod Moravice.

## Položaj
Gorski kotar je dio središnje Hrvatske koji povezuje Kvarnersko primorje s Panonskom nizinom. Na tom relativno uskom pojasu dinarskog visočja, nalazi se važan prometni spoj (Hrvatski gorski prag) kojim prolaze glavne europske prometnice koje povezuju Srednju Europu i sjeverni Jadran. Područje Gorskog kotara obuhvaća 1275 kvadratnih kilometara površine (dvije površine Grada Zagreba), i predstavlja trećinu površine Primorsko-goranske županije čiji je sastavni dio. Područje Primorsko-goranske županije dijeli se na pet mikroregija od kojih je jedna Gorski kotar, a koje se sastoji od općina i gradova. Gorski kotar se sastoji od 6 općina i to: Brod Moravice, Fužine, Lokve, Mrkopalj, Ravna Gora i Skrad, te 3 grada: Čabar, Delnice i Vrbovsko. Gorski kotar nalazi se u središtu umjerene zone i kroz njegov središnji dio prolazi 45-ta usporednica, između panonskoga prostora i Sredozemnoga mora, prosječne nadmorske visine 700 – 900 metara, ispresijecan je nizom krških polja i dolinom rijeke Kupe te s nekoliko viših područja kao što su Bjelolasica (1533 m); Risnjak (1528 m) i Snježnik (1506 m) i sve to ga svrstava u područje velike šumovitosti. Značaj reljefa ogleda se u izravnom utjecaju na naseljenost i gospodarske funkcije cijeloga kraja.

## Povijest
Prvi zemljovidi Hrvatske na kojima se vidi Gorski kotar javljaju se sredinom 16. stoljeća. Do 18. stoljeća kroz taj kraj nije bilo prikladnih prometnica i zato je Gorski kotar imao sva obilježja malo poznatoga dijela Hrvatske. Na starim zemljovidima predstavljen je kao pust i gorovit s oznakom Hortus diabolicus (Vražji vrt).
Daljnjim razvojem kartografije, sredinom 18. stoljeća, Gorski kotar ulazi u sastav poznatoga zemljišta Hrvatske te nestaje toponim Vražjega vrta.
Prvi feudalni gospodari Gorskog kotara bili su knezovi Krčki. U to doba goranski kraj nije imao stalno stanovništvo. Frankopani su već od 14. stoljeća uspostavili trgovačke veze svojih imanja i na takvoj trasi puta nastaju i tzv. putne postaje, gdje su se ljudi i tovarno blago mogli odmoriti. Na takvim mjestima bila bi obično gostionica ili prenoćište gdje se moglo prenoćiti. Iz takvih postaja razvila su se stalna naselja.
Tijekom 18.stoljeća na goranskom području obnovljeno je nekoliko feudalnih vlastelinstava. Kraljica Marija Terezija 1776. godine osnovala je u Hrvatskoj Severinsku županiju. Pod nju su spadale tri kotara: primorski, kupski i goranski. Od tog vremena zemljopisni pojam Gorskog kotara dobio je svoju političko administrativnu potvrdu. Za vrijeme francuske uprave (napoleonsko doba) u Gorskom kotaru, stanovnici su dobili prve škole i nove ceste.

## Povijesne ceste kroz Gorski kotar
Magistralne ceste preko Gorskog kotara građene su u različitim razdobljima. Prvo je uređena tzv. Karolinska cesta, koja se od Karlovca preko Vrbovskoga, Ravne Gore, Mrkoplja, Fužina te Hreljina i Bakra spajala s Rijekom. Ta je cesta istom trasom postojala i ranije, ali je bila zapuštena. Za vrijeme vladavina cara Karla VI. od 1726. do 1732. temeljito je obnovljena. Tada je prozvana Karolinom ili Karlovom cestom. Druga tvrda cesta koja je izgrađena istočnim rubom Gorskog kotara sagrađena je 1779. godine. Kada je bila gotova, dobila je ime Jozefina ili Jozefinska cesta. Ona je spajala Ogulin preko Jasenka i Otočca do Senja. Omogućila je napredak goranskih krajeva s istočne strane Bjelolasice.
Najmlađa goranska cesta je Lujzijana. Građena je 1803. do 1811. godine kroz samo središte Gorskog kotara. Njezin idejni začetnik bio je zagrebački biskup Maksimilijan Vrhovac. Cestu je gradilo privatno dioničko društvo koje je tijekom pedeset godina ubiralo cestarinu i tako podmirilo troškove izgradnje. Projekt Lujzijane izradio je hrvatski general Filip Vukasović. Tom cestom spojena su središnja goranska sela Skrad, Kupjak, Delnice, Lokve i Fužine.
Danas je Gorski kotar spojen s morem i kontinentom modernom autocestom Rijeka – Zagreb, koja se gradila 35 godina i konačno završila 2008. godine.

## Flora i fauna
Biljni i životinjski svijet Gorskog kotara iznimno je bogat. Od ukupne površine Gorskog kotara čak 83% čine šume. Šume i šumska zemljišta u gorskom dijelu Primorsko-goranske županije podijeljena su u 59 gospodarskih jedinica (44 jedinice su državne šume, a 15 privatne šume). Njima gospodari 12 šumarija, jedan Fakultet i Nacionalni park – NP Risnjak.

## Stanovništvo
Prema popisu stanovništva iz 2001. godine, na području Gorskog kotara živjelo je 26.120 stanovnika, što predstavlja smanjenje od 15 % u odnosu na popis iz 1991. godine. Stanovništvo je bilo raspoređeno u 258 naselja. S obzirom na ukupnu površinu Gorskog kotara, prosječna gustoća naseljenosti iznosila je 20,5 stanovnika po četvornome kilometru, što ukazuje na vrlo rijetku naseljenost. U usporedbi s tim, prosječna gustoća naseljenosti u Primorsko-goranskoj županiji iznosila je 85,3 stanovnika po četvornome kilometru, dok je na razini Republike Hrvatske iznosila 78,4 stanovnika po četvornome kilometru.
Prema popisu stanovništva iz 2011. godine, broj stanovnika Gorskog kotara dodatno se smanjio za oko 2000 osoba, što potvrđuje nastavak procesa značajne depopulacije. Depopulacija se nastavila i u narednom desetljeću, što je vidljivo iz podataka popisa stanovništva iz 2021. godine. Na razini Primorsko-goranske županije, u koju Gorski kotar administrativno pripada, broj stanovnika smanjen je s 296.195 u 2011. godini na 266.183 u 2021. godini, što predstavlja pad od približno 10 %. Iako podatci za Gorski kotar nisu izdvojeni, s obzirom na ranije trendove, može se pretpostaviti da je i ovo područje nastavilo bilježiti pad broja stanovnika.

## Gospodarstvo
Gospodarski razvoj Gorskog kotara temelji se prvenstveno na prirodnim resursima. Bogatstvo šumskih površina uvjetovalo je usmjeravanje razvoja prema drvnoj industriji i šumarstvu. Prerada drva ima dugu tradiciju, izvozno je orijentirana te, u suradnji sa šumarskom djelatnošću, zauzima sve značajnije mjesto u gospodarstvu regije. Osim šumarstva, značajni su i potencijali u poljoprivrednoj proizvodnji, premda se poljoprivredom bavi samo oko 3,3 % ukupnog stanovništva Gorskog kotara.
Tijekom posljednjih desetljeća bilježi se i razvoj turizma, osobito planinskog, zdravstvenog i ekološkog turizma, temeljenog na očuvanoj prirodi, čistom zraku i bogatoj kulturno-povijesnoj baštini. Razvijena je ponuda seoskog turizma, planinarskih domova, skijališta te rekreativnih sadržaja poput biciklističkih i pješačkih staza. Posebno je važno istaknuti trend razvoja održivog turizma, kojim se nastoji očuvati prirodna i kulturna vrijednost prostora.
Gorski kotar također posjeduje značajan potencijal za razvoj obnovljivih izvora energije, osobito u području iskorištavanja biomase iz šuma te malih hidroelektrana.
Malo i srednje poduzetništvo, naročito u sektorima prerade drva, proizvodnje hrane i turističkih usluga, sve više doprinosi lokalnom gospodarstvu. Unatoč problemima poput depopulacije i prometne izoliranosti, postoje napori u modernizaciji infrastrukture i stvaranju uvjeta za održivi razvoj.

## Turizam
Turizam u Gorskom kotaru sve više se razvija kao jedna od ključnih gospodarskih djelatnosti i pokretača lokalnog razvoja. Iako regija još nije u potpunosti ostvarila svoju tržišnu prepoznatljivost, osobito u pogledu sustavnog vrednovanja prirodnih bogatstava i kulturno-povijesne baštine, u posljednjim desetljećima bilježi se stabilan porast zanimanja turista.
Prema podatcima iz 2017. godine, Gorski kotar posjetilo je gotovo 40.000 turista, koji su ostvarili približno 100.000 noćenja. Po broju noćenja prednjačile su općine Fužine, a slijedile su Delnice i Ravna Gora.
Turistička ponuda temelji se na prirodnim potencijalima i aktivnostima na otvorenom, uključujući planinarenje, biciklizam, skijanje, lov, ribolov i posjećivanje prirodnih znamenitosti poput Nacionalnog parka Risnjak, Lokvarskog i Bajerskog jezera, te brojnih špilja i zaštićenih krajolika. Posebnu važnost imaju oblici eko-turizma i seoskog turizma, a u porastu je i interes za kuće za odmor i specijalizirane smještajne kapacitete.
Unatoč pozitivnim pomacima, izazovi i dalje postoje, prvenstveno u pogledu jačanja prometne povezanosti, ulaganja u infrastrukturu, povećanja smještajnih kapaciteta više kategorije te snažnijeg pozicioniranja Gorskog kotara na domaćem i inozemnom turističkom tržištu.
Prema preliminarnim podatcima iz 2023. godine, turistički promet nastavio je rasti, s tendencijom većeg broja dolazaka i noćenja, posebice među gostima zainteresiranima za održivi, aktivni i zdravstveni turizam.

## Galerija
- Pogled na Risnjak
- Lokvarsko jezero i Risnjak u pozadini
- Zeleni vir
- Kamačnik

## Vanjske poveznice
- gorskikotar.hr
- »Gorski kotar«, serijal Vrhovi Balkana, Al Jazeera Balkans, 28. 1. 2016.

45°21′49″N 14°47′06″E / 45.3636074°N 14.78506711°E